# Leo Duyndam
Leo Duyndam (Poeldijk, Westland, 2 de gener de 1948 - Niça, 26 de juliol de 1990) va ser un ciclista neerlandès, que fou professional entre 1967 i 1976. Va combinar el ciclisme en carretera amb el ciclisme en pista, on aconseguí notables èxits. En ruta destaca una etapa al Tour de França de 1972.

## Palmarès en ruta
- 1966
  - Vencedor de tres etapes a l'Olympia's Tour
- 1967
  - 1r a l'Omloop der Kempen
  - Vencedor d'una etapa del Tour de l'Avenir
  - Vencedor d'una etapa de l'Omloop van Zeeuws-Vlaanderen
- 1968
  - 1r a la Volta a Limburg
  - Vencedor d'una etapa de la París-Niça
- 1969
  - 1r a l'Elfstedenronde
  - Vencedor d'una etapa de la París-Niça
- 1970
  - 1r al Tour del Nord-oest
- 1971
  - 1r a la Fletxa dels Pòlders
- 1972
  - Vencedor d'una etapa del Tour de França

### Resultats al Tour de França
- 1970. Abandona (8a etapa)
- 1972. Abandona (7a etapa). Vencedor d'una etapa

### Resultats a la Volta a Espanya
- 1971. Fora de control (3a etapa)

## Palmarès en pista
- 1968
  - Campió dels Països Baixos de persecució
  - 1r als Sis dies de Gant (amb Peter Post)
- 1970
  - Campió dels Països Baixos de persecució
- 1971
  - 1r als Sis dies d'Anvers (amb René Pijnen i Peter Post)
- 1972
  - 1r als Sis dies de Frankfurt (amb Jurgen Tschan)
  - 1r als Sis dies de Rotterdam (amb René Pijnen)
  - 1r als Sis dies de Berlín (amb René Pijnen)
  - 1r als Sis dies d'Anvers (amb René Pijnen i Theofiel Verschueren)
- 1973
  - Campió d'Europa de Madison (amb René Pijnen)
  - 1r als Sis dies de Londres (amb Gerben Karstens)
  - 1r als Sis dies de Rotterdam (amb René Pijnen)
  - 1r als Sis dies de Múnic (amb René Pijnen)
  - 1r als Sis dies d'Anvers (amb Gerard Koel i René Pijnen)
  - 1r als Sis dies de Zuric (amb Piet de Wit)
- 1974
  - Campió dels Països Baixos d'omnium
  - 1r als Sis dies de Herning (amb Ole Ritter)
  - 1r als Sis dies de Bremen (amb René Pijnen)
  - 1r als Sis dies de Rotterdam (amb René Pijnen)
- 1975
  - 1r als Sis dies de Herning (amb Ole Ritter)
  - 1r als Sis dies de Rotterdam (amb Gerben Karstens)